# Karl Haider

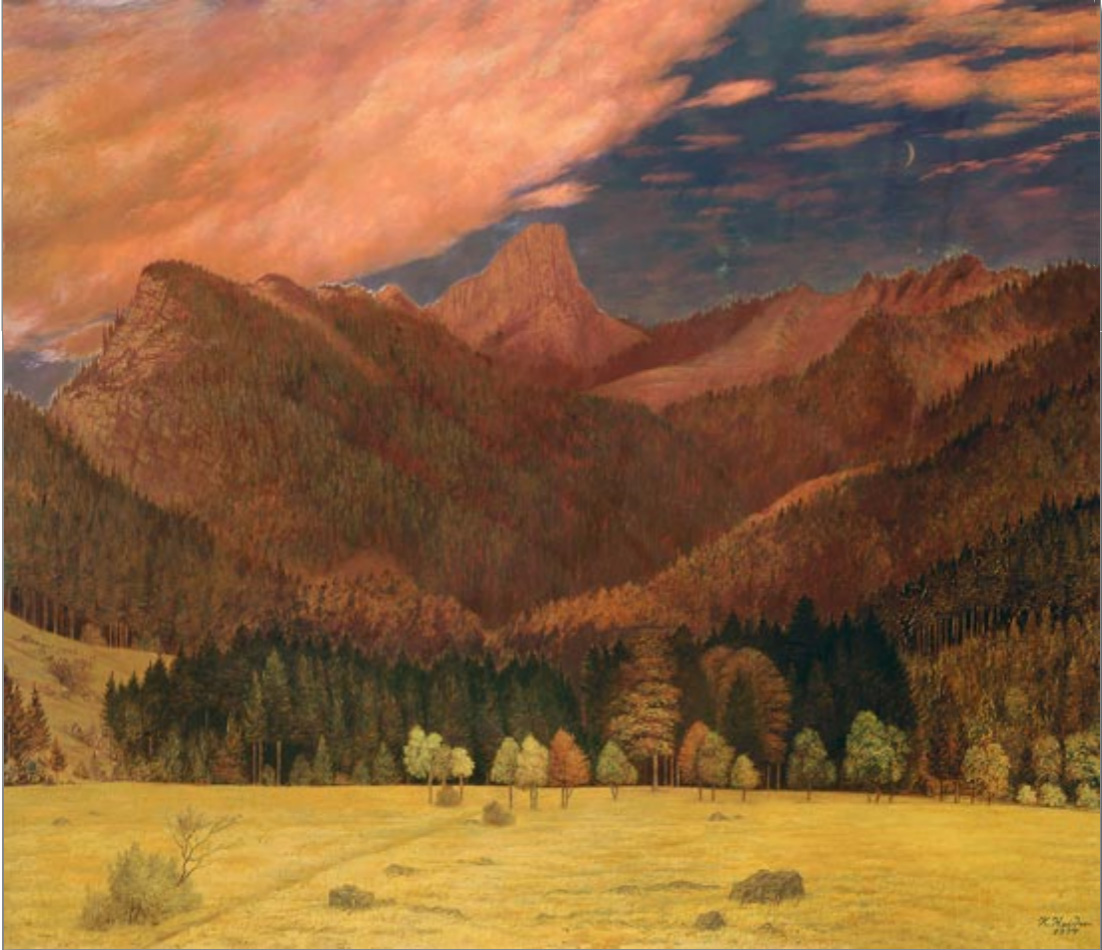
Das Ostertal mit dem Kienberghorn, 1897.

Karl Haider, född 6 februari 1846, död 28 oktober 1912, var en tysk konstnär.
Haider var företrädesvis landskapsmålare, tog starkt intryck av Gustave Courbet och andra vänner inom Leibl-kretsen. Haider överträffade dock sina konstnärsvänner i teknik, särskilt vad gäller koloriten. Hans landskap utmärker sig genom sträng komposition och lyrisk själfullhet.